# Heinrich Rauffer
Heinrich Rauffer (* 31. August 1934 in München; † 15. April 2012 in Dachau) war ein deutscher Kulturreferent, Stadtrat und Kaufmann.

## Werdegang und Wirken

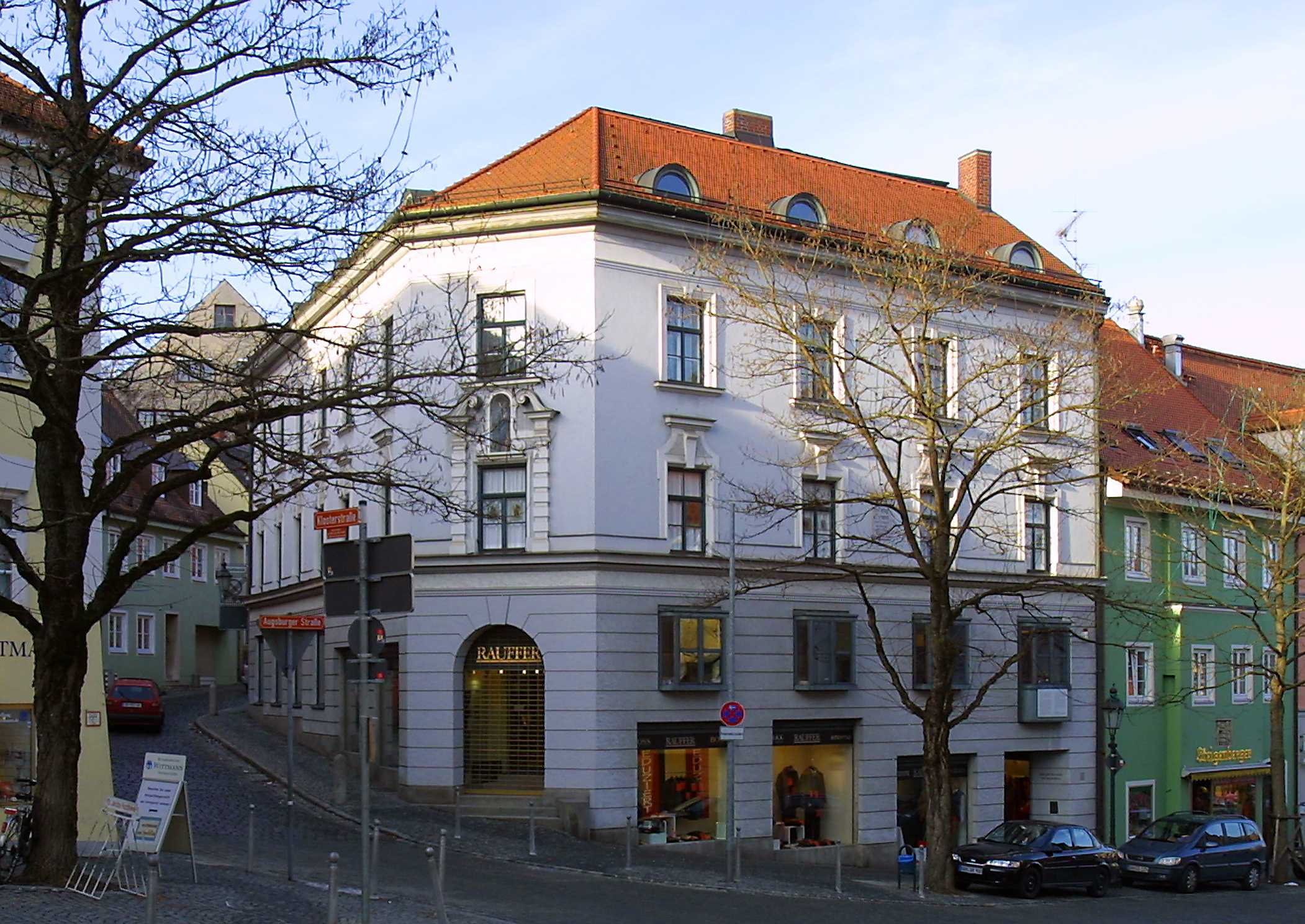
Raufferhaus

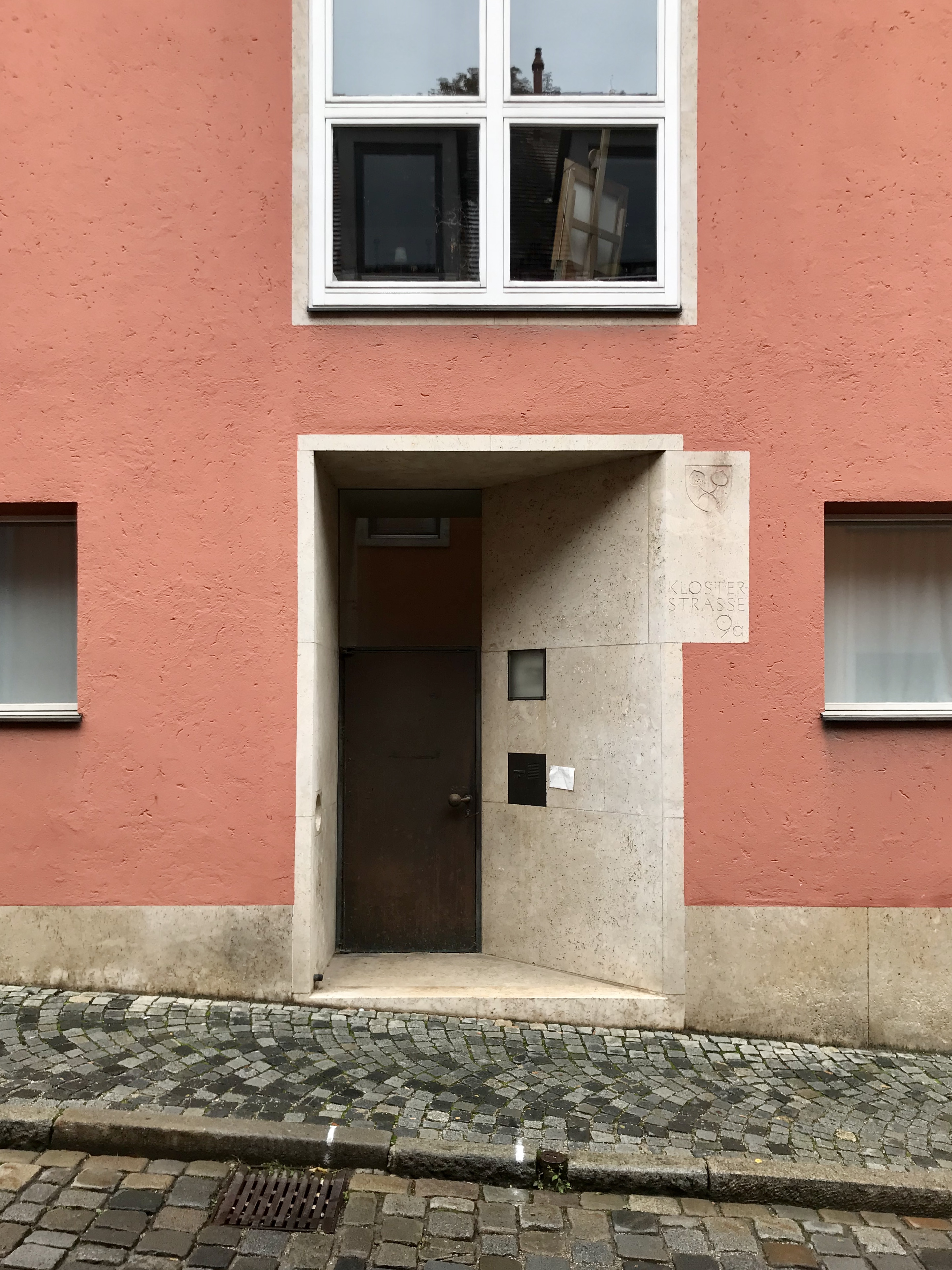
Haus Rauffer

Heinrich Rauffer wuchs in einer alteingesessenen Schneiderfamilie auf und besuchte das Gymnasium der Benediktinern Schäftlarn. Nach der Abitur machte er eine Ausbildung zum Einzelhandelskaufmann, um das elterliche Herrenmodehaus in der Dachauer Altstadt weiterzuführen. Rauffer führte als letzter Nachkomme das Bekleidungsgeschäft.
Heinrich Rauffer ließ 1971 zu Ehren von Ludwig Thoma ein Kupferportal von Reinhold Grübl auf der Nordost-Seite des Raufferhauses anbringen, 1973 ließ er sich von Josef Wiedemann und Rudolf Ehrmann das Haus Rauffer in der Klosterstrasse 9a errichten, 1988 das Raufferhaus durch Werner Fauser umbauen und 1998 den Innenhof mit Skulpturen u. a. von Ignatius Taschner, Christine Stadler und Hans Wimmer gestalten.
Auf seine Initiative geht die Pater-Roth-Straße in Dachau zurück, sowie die 1995 abgeschlossene Renovierung der Krumpperkapelle, der er auch ein Kreuz-Reliquiar von stiftete. Zudem war Rauffer auch Initiator der Internationalen Meisterkonzerte im Dachauer Schloss.

## Ämter und Kommissionen
- 1956–2012: Mitglied der CSU
- 1966–1996: Kulturreferent und Mitglied im Bauausschuss der Stadt Dachau
- 1977–19??: Jurymitglied des Städtischen Fassadenpreis (heute: Gestaltungspreis der Stadt Dachau)
- 1981–19??: Verbandsrat des Zweckverband Dachauer Galerien und Museen
- 1990–1996: Mitglied im Dachauer Kulturausschuss

## Ehrungen
- 1997: Bundesverdienstkreuz am Bande[5]
- 1998: Goldener Ehrenring der Stadt Dachau[10]